# Erebos
Erebos (Oudgrieks: Ἔρεβος) was de god van de duisternis. Zijn dichte nevels omringden de randen van de platte aarde, en vulden de donkere plaatsen eronder. Zijn zuster Nyx (de nacht) leidde deze donkere sluier elke avond over de aarde, terwijl haar dochter Hemera (de dag) de nacht elke ochtend weer verdreef. Ook zou Erebos de verpersoonlijking zijn van de drie kringen van duisternis rond Tartaros, het dodenrijk.
Het woord Erebos stamt vermoedelijk af van het woord voor duisternis en nacht in vroege Indo-Europese talen. Het zou kunnen dat ook het Hebreeuwse "erebh" dat de zonsondergang (en dus de inval van de duisternis) aanduidt daar van afstamt.

## Oorsprong en nakomelingen
Chaos (Griekse mythologie) was de enige 'ouder' van Erebos. Een van Chaos' andere kinderen was Nyx (de nacht). Nyx en Erebos maakten samen Hemera (de dag) en Aether (de atmosfeer). Men zegt dat ook Moros, Charon en zelfs Eros hun kinderen zijn, al neemt men van de laatste god over het algemeen aan dat deze een broer van Erebos was. Erebos was ook de vader van vele demonen, zoals die van ouderdom en wraak.
Sommigen zien nog Thanatos, Hypnos, Nemesis en Eris als zijn kinderen.

## Erebos en de onderwereld
De god van de duisternis werd soms vereenzelvigd met Hades, de god van de onderwereld. Volgens sommige latere mythes was Erebos deel van de onderwereld (ook Hades geheten); de doden moesten door zijn gebied trekken alvorens de rivier de Acheron over te steken en aan te landen in de onderwereld Tartaros.